# Union des Mines-La Hénin
L'Union des Mines-La Hénin est une ancienne banque française.

## Histoire
L'Union des mines est créée le 23 avril 1923 par des compagnies houillères (sous l'égide du Comité central des houillères de France). L'objet de la banque est d'agir comme appui aux opérations financières des houillères et à mettre à leur service un organisme bancaire pour leurs affaires courantes. Son premier siège est au no 35, rue Saint-Dominique, dans l'hôtel de Broglie qu'elle partage avec le Comité central des houillères de France, et son premier président est Henri de Peyerimhoff (jusqu'en 1932).
L'Union des mines constitue plusieurs filiales : British and Continental Banking Company (1926) ; Société financière, industrielle et minière (Sofimine) (1928) ; Société franco-américaine pour l'électricité et l'industrie ; Société de gestion des intérêts miniers et industriels français à l'étranger (1933) ; Banque nouvelle « La Prudence », etc. Elle prend également des participations diverses : Compagnie des phosphates de Constantine, les Mines de Salsigne, la Société des Forces Motrices de la Truyère, l'Union électrique et financière, la Banque générale du Nord, etc.
En 1949, La Hénin succède à la Compagnie générale industrielle (CGI)/Banque générale industrielle (BGI), du marquis de Solages, holding de Carmaux.
Jack Francès, directeur général de la BGI, convainc José Ariès, le président de l'Union des mines, par l'intermédiaire de son directeur général Jean Gibert. Cette fusion se concrétise en 1963, donnant naissance à l'Union des Mines-La Hénin.
Elle prend une participation de 15% dans la Banque commerciale de Paris.
La Banque de l'Union des Mines-La Hénin fusionne en 1966 avec la Banque de Suez pour former la Banque de Suez et de l'Union des mines (BSUM), puis avec la Banque de l'Indochine en 1975 pour donner naissance à la Banque Indosuez.

## Sources
- Henri Migeon, Structures et concentrations: le monde en révolution, éditions d'Organisation, 1967
- Jean Suret-Canale, Afrique et capitaux: géographie des capitaux et des investissements en Afrique tropicale d'expression française, éditions L'Harmattan, 1987
- Jean Paul Bertaud, Jean Elleinstein, Histoire de la France contemporaine, 1789-1980, Volume 7, éditions Sociales, 1981
- Jacques Georges-Picot, Souvenirs d'une longue carrière: de la rue de Rivoli à la Compagnie de Suez, 1920-1971, Comité pour l'histoire économique et financière de la France, 1993